# Vladimir Abdoulaïevitch Vassiliev
Ne doit pas être confondu avec Vladimir Vassiliev.
Pour les articles homonymes, voir Vassiliev.
Vladimir Abdoulaïevitch Vassiliev (en russe : Влади́мир Абдуали́евич Васи́льев), né le 11 août 1949 à Kline, est un homme politique russe, membre du parti Russie unie.
Il est député à la Douma de 2003 à 2017 et chef de la république du Daghestan de 2017 à 2020.

## Biographie
Fils du Kazakh Ali Assanbaïevitch Assanbaïev et de la Russe Nadejda Ivanovna Vassilievna, Vladimir Vassiliev entame sa carrière en 1972 au service du ministère de l'Intérieur. Il quitte le ministère en 2003 au rang de colonel général et devient député de la Douma en tant que membre du parti Russie unie représentant l'oblast de Tver.
Le 3 octobre 2017, il est nommé à la tête de la république du Daghestan par intérim, puis est élu à ce poste par l'Assemblée nationale de la république du Daguestan le 9 septembre 2018. Depuis 1948, il est le premier dirigeant de la république à n’être ni musulman ni issu d’une des grandes ethnies daghestanaises (Avars, Koumyks ou Darguines) puisqu’il est chrétien orthodoxe et d’ascendance kazakhe. Il a pour mission principale de purifier les comptes du Daghestan.
Vassiliev se voit également attribuer comme objectif de lutter contre la menace terroriste islamiste. Dès 2007, le Daghestan est menacé par la volonté d’établissement d’un « Émirat du Caucase » par le « président de la république tchétchène d'Itchkérie » Dokou Oumarov. Une vague terroriste frappe la république et notamment ses forces de sécurité qui est durement réprimée, notamment en prévision des Jeux olympiques d'hiver de 2014 situés à Sotchi.
Le 3 octobre 2020, pour raison de santé il remet sa démission au président Vladimir Poutine qui nomme Sergueï Melikov pour lui succéder par intérim.
En octobre 2021, Vassiliev est élu président du groupe Russie unie à la Douma d'État.